# Alfred Rösli

Alfred Rösli (ca. 1970)

Alfred Rösli (* 7. Dezember 1920; † 2. April 2022 in Rüschlikon; heimatberechtigt in Zürich und Pfaffnau) war ein Schweizer Bauingenieur und Professor an der ETH Zürich.

## Leben
Rösli studierte von 1942 bis 1947 Bauingenieurwissenschaften an der ETH Zürich. Im Anschluss war er bis 1951 an der Eidgenössischen Materialprüfungs- und Forschungsanstalt (Empa), damals ein Institut der ETH Zürich, als Ingenieur in der Abteilung Beton und Bindemittel tätig. Von 1952 bis 1955 wirkte er an einem der ersten amerikanischen Forschungsprojekte über Spannbeton mit und promovierte 1955 an der Lehigh University in Bethlehem (Pennsylvania). Anschliessend kehrte er an die Empa zurück, wo er 1966 Vorsteher der Abteilung Stahlbeton und Betonbauten wurde. Von 1970 bis 1973 war er stellvertretender Direktor der Empa und Leiter des Ressorts Baustoffe. 1973 wählte der Bundesrat ihn zum ordentlichen Professor für Materialwissenschaften an der ETH Zürich. Während seiner Zeit an der ETH Zürich leitete er mehrere Jahre das departementsübergreifende Institut für Materialwissenschaften sowie das Institut für Baustoffe, Werkstoffchemie und Korrosion. Im Frühling 1986 wurde er an der ETH Zürich emeritiert.

## Forschung
In der Forschung verstand es Rösli, die materialwissenschaftlichen Kenntnisse über Baustoffe zu erweitern und das Gemeinsame in deren Verhalten zu erarbeiten, unter anderem durch umfangreiche theoretische und experimentelle Studien über das Frost-Tausalzverhalten von Beton, die viskoelastischen Eigenschaften der verschiedenen Baustoffe sowie Ermüdungs- und Stabilitätsprobleme an Hochleistungsfaserverbundwerkstoffen.
Vor dem Abbruch der in Opfikon über die Glatt gebauten Spannbetonbrücke erhielt Rösli 1960 die Chance, die Brücke statischen und dynamischen Beanspruchungen bis zum Bruch auszusetzen. Die resultierenden Fachpublikationen brachten ihm und den Bauingenieurwissenschaften der Schweiz grosses internationales Ansehen. Weiter konnte er, dank seinen innovativen Ideen und seinem hervorragenden Ruf, 1969 umfangreiche, grundlegende Untersuchungen für das damals grösste Dach der Welt für die Olympischen Spiele 1972 in München durchführen. 
Rösli setzte sich auch mit grossem Engagement für eine gründliche und umfassende Ausbildung der Bauingenieurstudenten auf dem Gebiet der Materialwissenschaften ein. Er verstand es, bei den Studenten das Interesse für die komplexen Zusammenhänge zwischen Aufbau, Struktur und Eigenschaften und Verhalten von Baustoffen zu wecken, um damit den angehenden Ingenieuren das notwendige Rüstzeug dafür mitzugeben, auch neue oder weniger bekannte Baustoffe richtig einzusetzen.